# Richeria grandis
Richeria grandis là một loài thực vật có hoa trong họ Diệp hạ châu. Loài này được Vahl miêu tả khoa học đầu tiên năm 1797.

## Hình ảnh

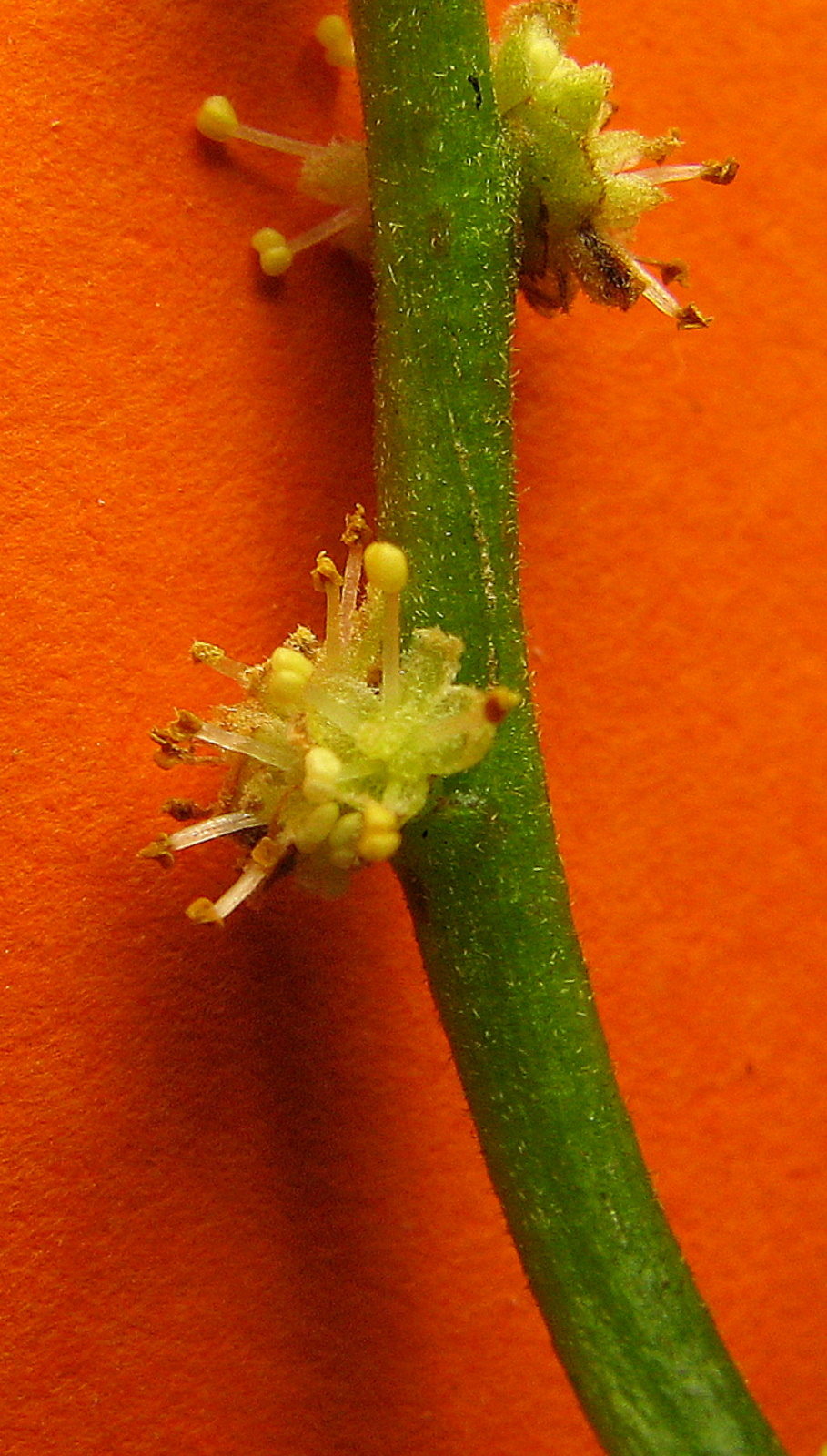
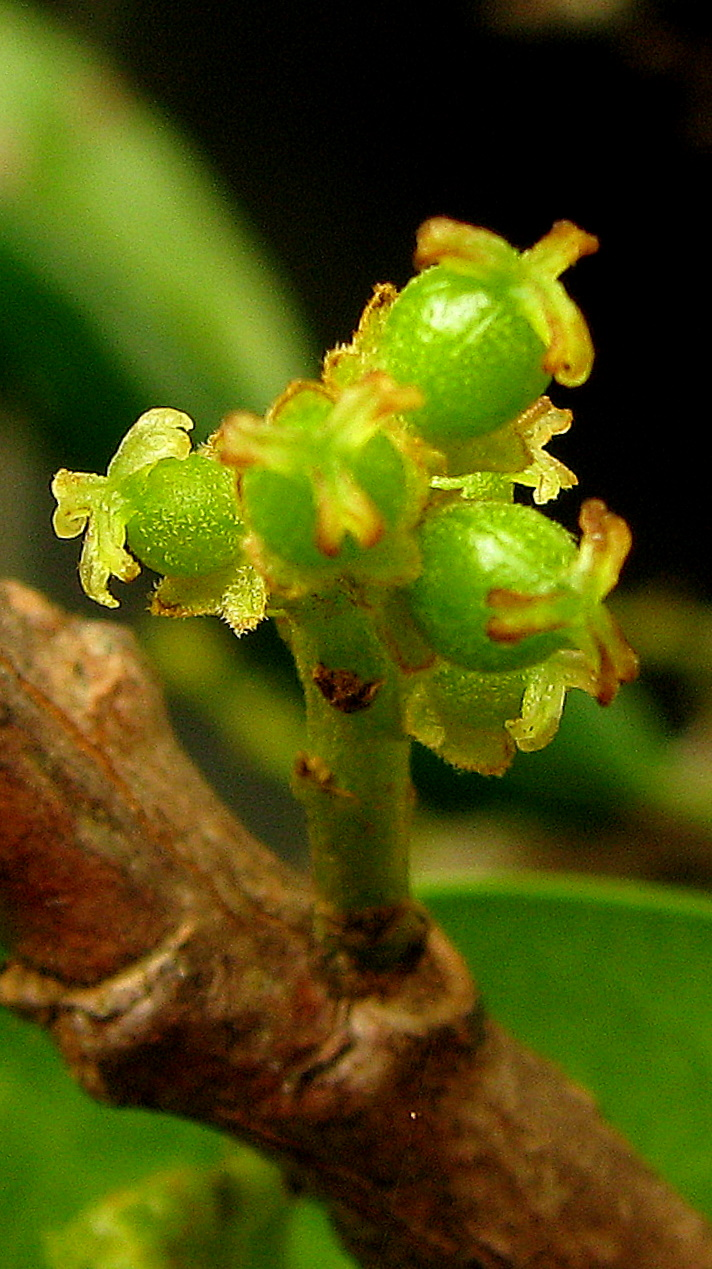
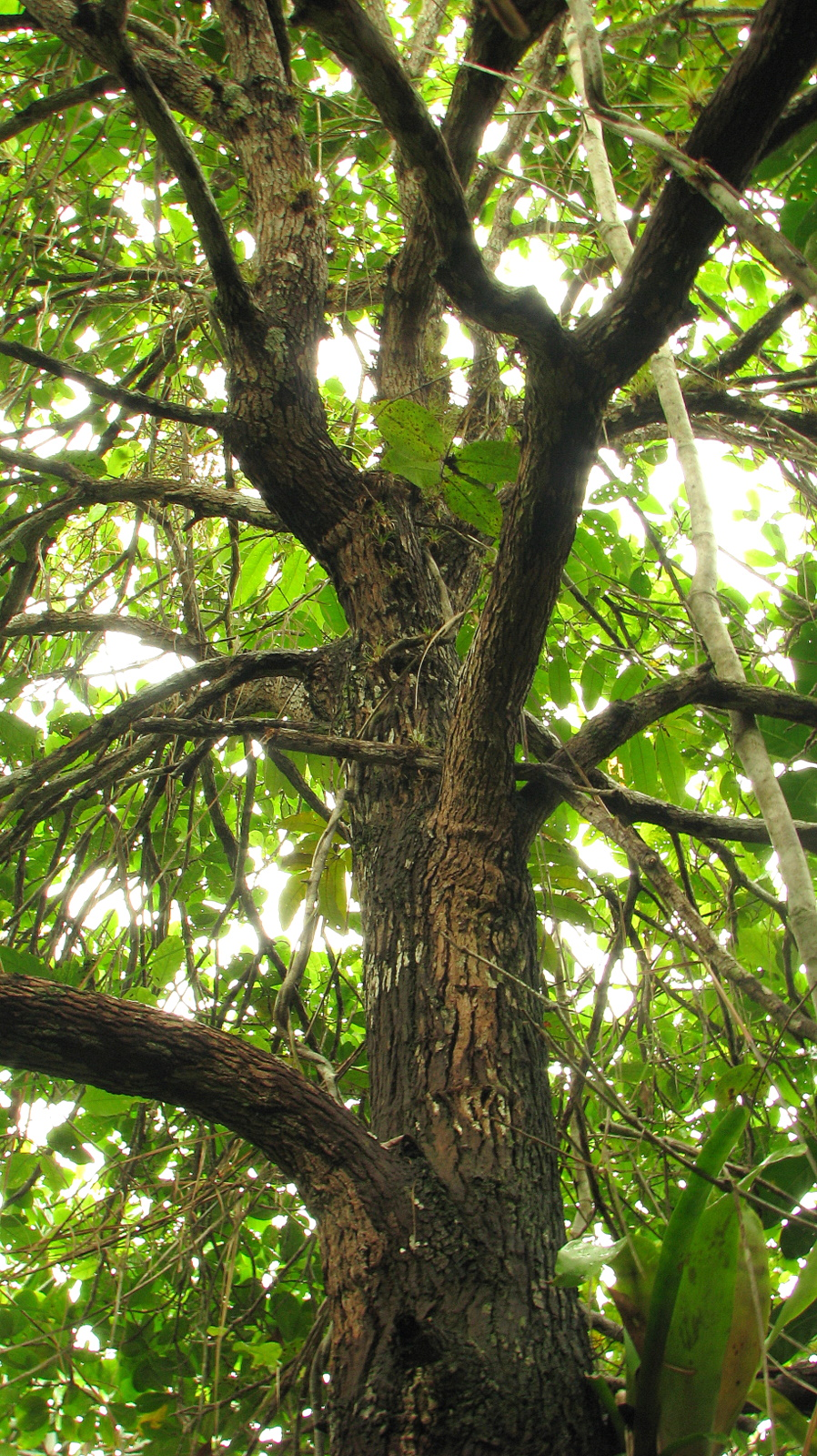
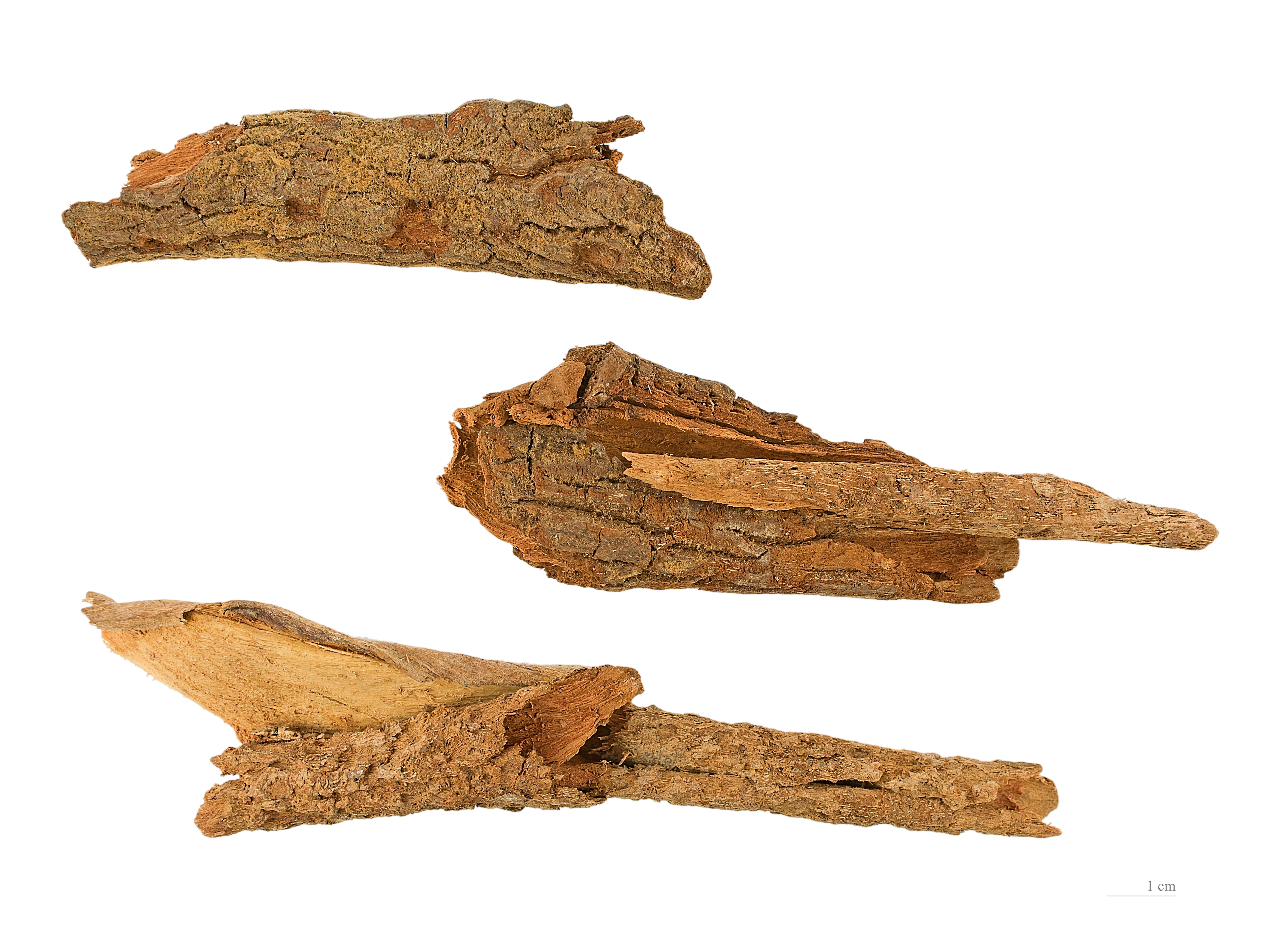